# Gajan, Ariège
Gajan är en kommun i departementet Ariège i regionen Occitanien i södra Frankrike. Kommunen ligger  i kantonen Saint-Lizier som ligger i arrondissementet Saint-Girons. År 2022 hade Gajan 330 invånare.

## Befolkningsutveckling
Antalet invånare i kommunen Gajan
Referens: INSEE